# Pteralopex
Pteralopex Thomas, 1888 è un genere di grandi pipistrelli della famiglia degli Pteropodidi.

## Descrizione

### Dimensioni
Al genere Pteralopex appartengono pipistrelli di medio-grandi dimensioni con la lunghezza dell'avambraccio tra i 117,9 mm di P. pulchra e i 169 mm di P. flanneryi.

### Caratteristiche craniche e dentarie
Si distinguono dal genere Pteropus dal secondo incisivo inferiore tra le dodici-quindici volte più grande del primo incisivo inferiore, dal canino superiore eccessivamente robusto, con una grande cuspide secondaria posteriore. I denti masticatori superiori sono a pianta quadrata con un prominente solco basale posteriore ed anteriore, e la cuspide esterna principale del terzo premolare inferiore, e del primo e secondo molare inferiore bifida.
Sono caratterizzati dalla seguente formula dentaria:

### Aspetto
Esternamente molto simili alle volpi volanti del genere Pteropus, hanno le membrane alari attaccate in prossimità della spina dorsale e le orecchie corte, larghe, arrotondate e parzialmente o completamente nascoste dalla pelliccia circostante. Il muso è lungo ed affusolato con le mascelle robuste e gli occhi grandi e brillanti. Sono privi di coda, mentre l'uropatagio è ridotto ad una sottile membrana lungo la parte interna degli arti inferiori. Il genere è stato suddiviso in funzione delle caratteristiche craniche, dentarie e morfologiche.

## Distribuzione e habitat
Il genere è endemico delle Isole Salomone, dove sembra preferire le foreste primarie mature di montagna.

## Tassonomia
Comprende le seguenti specie: 
- Specie di grandi dimensioni.
  - Pelliccia estremamente lunga.
    - Pteralopex anceps

  - Pelliccia più corta.
    - Rostro del cranio non allungato.
      - Pteralopex atrata

    - Rostro del cranio allungato.
      - Pteralopex flanneryi
- Specie di piccole dimensioni.
  - Pteralopex pulchra
  - Pteralopex taki

In passato si considerava appartenente a questo genere anche Pteralopex acrodonta oggi inserito nel genere monospecifico Mirimiri.